# Mistrzostwa Europy w Lekkoatletyce 1966 – bieg na 3000 m z przeszkodami mężczyzn

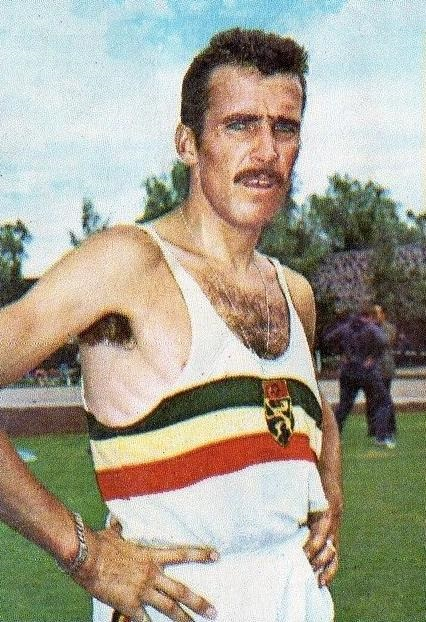
Gaston Roelants

Bieg na dystansie 3000 metrów z przeszkodami mężczyzn był jedną z konkurencji rozgrywanych podczas VIII mistrzostw Europy w Budapeszcie. Biegi eliminacyjne zostały rozegrane 1 września, a bieg finałowy 3 września 1966 roku. Zwycięzcą tej konkurencji został reprezentant ZSRR Wiktor Kudinski. W rywalizacji wzięło udział dwudziestu pięciu zawodników z piętnastu reprezentacji.

## Rekordy
| Rekord świata     | Gaston Roelants (BEL) | 8:26,4 | Bruksela, Belgia    | 07.08.1965 |
| Rekord Europy     | Gaston Roelants (BEL) | 8:26,4 | Bruksela, Belgia    | 07.08.1965 |
| Rekord mistrzostw | Gaston Roelants (POL) | 8:32,6 | Belgrad, Jugosławia | 16.09.1962 |

## Wyniki

### Eliminacje
Bieg 1
| Miejsce | Zawodnik             | Czas   | Uwagi |
| ------- | -------------------- | ------ | ----- |
| 1       | Gaston Roelants      | 8:33,8 | Q' CR |
| 2       | Aleksandr Morozow    | 8:34,0 | Q     |
| 3       | Zoltan Vamoș         | 8:34,6 | Q     |
| 4       | Bengt Persson        | 8:35,4 | Q     |
| 5       | Jouko Kuha           | 8:36,2 | NR    |
| 6       | Manuel de Oliveira   | 8:44,0 |       |
| 7       | Hans-Werner Wogatzky | 8:49,4 |       |
| 8       | Sándor Máthé         | 9:03,2 |       |
| 9       | Lachie Stewart       | 9:10,2 |       |

Bieg 2
| Miejsce | Zawodnik          | Czas   | Uwagi |
| ------- | ----------------- | ------ | ----- |
| 1       | Manfred Letzerich | 8:45,2 | Q     |
| 2       | Dieter Hartmann   | 8:45,4 | Q     |
| 3       | Ernie Pomfret     | 8:46,8 | Q     |
| 4       | Wiktor Kudinski   | 8:48,2 | Q     |
| 5       | Jan-Erik Karlsson | 8:52,8 |       |
| 6       | Jerzy Czaplewski  | 8:59,8 |       |
| 7       | Petr Holas        | 9:06,8 |       |
| –       | István Jóny       | DNF    |       |

Bieg 3
| Miejsce | Zawodnik         | Czas   | Uwagi |
| ------- | ---------------- | ------ | ----- |
| 1       | Javier Álvarez   | 8:47,4 | Q     |
| 2       | Guy Texereau     | 8:47,8 | Q     |
| 3       | Maurice Herriott | 8:48,2 | Q     |
| 4       | Anatolij Kurjan  | 8:49,6 | Q     |
| 5       | Edward Motyl     | 8:52,0 |       |
| 6       | Michaił Żelew    | 8:52,0 |       |
| 7       | Károly Magyar    | 8:54,4 |       |
| 8       | Hartmut Neumann  | 8:57,8 |       |

### Finał
| Miejsce | Zawodnik          | Czas   | Uwagi |
| ------- | ----------------- | ------ | ----- |
| 1       | Wiktor Kudinski   | 8:26,6 | CR    |
| 2       | Anatolij Kurjan   | 8:28,0 |       |
| 3       | Gaston Roelants   | 8:28,8 |       |
| 4       | Guy Texereau      | 8:30,0 | NR    |
| 5       | Manfred Letzerich | 8:31,0 | NR    |
| 6       | Dieter Hartmann   | 8:31,6 | NR    |
| 7       | Zoltan Vamoș      | 8:34,0 | NR    |
| 8       | Maurice Herriott  | 8:37,0 |       |
| 9       | Bengt Persson     | 8:38,0 |       |
| 10      | Javier Álvarez    | 8:40,0 |       |
| 11      | Aleksandr Morozow | 8:40,6 |       |
| 12      | Ernie Pomfret     | 8:40,6 |       |